# Hélice de Corte
Tacheocampylaea romagnolii
Espèce
Synonymes
- Helix romagnolii Dutailly, 1867[1]

Répartition géographique
Statut de conservation UICN

 CR B1ab(iii,v)+2ab(iii,v) : 
En danger critique
L’Hélice de Corte (Tacheocampylaea romagnolii) est une espèce d'escargots terrestres, des mollusques gastéropodes, de la famille des Helicidae, endémique de Corse. Son unique aire de répartition se situe dans la région forestière proche de Corte, dans une superficie estimée à 0,6 km2.

## Systématique
L'espèce Tacheocampylaea romagnolii a été initialement décrite en 1867 par le naturaliste et homme politique français Gustave Dutailly (1847-1906) sous le protonyme d’Helix romagnolii.

## Description
Tacheocampylaea romagnolii mesure 14 à 15 mm de hauteur pour un diamètre de 30 à 33 mm.

## Menaces
Étant donné que sa présence ne concerne qu'une très petite aire, cette espèce a été classée par l'IUCN en tant qu'espèce en danger critique d'extinction en 2011. Elle reste menacée par la destruction de son habitat par l'urbanisation, le développement touristique, la construction de routes, la déforestation et les incendies, en particulier dans les vallées de Tavignano et d'Orta. Les porcs sont également une menace majeure.

## Liste des sous-espèces
Selon World Register of Marine Species (14 août 2021) :
- sous-espèce Tacheocampylaea romagnolii deschampsiana (Hagenmüller, 1888)
- sous-espèce Tacheocampylaea romagnolii romagnolii (Dutailly, 1867)

## Publication originale
- Gustave Dutailly, « Descriptions de quelques espèces nouvelles du groupe de l'Helix Raspaili », Revue et magasin de zoologie pure et appliquée, Paris, Inconnu, vol. 19,‎ 1867, p. 95-101 (ISSN 1259-6523 et 2540-5020, BNF 32859507, lire en ligne).